# BM-13N
BM-13N(러시아어: БМ-13Н)은 소련이 제2차 세계 대전 때 사용했던 BM-13의 개량형으로, 스튜드베이커 US6의 차체에 기반을 한 BM-13을 일컫는다. BM-13N에서 "N"은 "Normalized"를 의미한다. 미국제 스튜드베이커 US6가 소련에 도입된 배경은 무기대여법으로, 1941년부터 1945년까지 생산된 BM-13 중 BM-13N이 전체 생산량의 54.7%를 차지했다.

## 개발

### BM-13
1930년대 소련에서 공대공 미사일인 RS-82와 공대지 미사일인 RS-132를 개발하면서 BM-13에 장착된 다연장 로켓도 만들어졌다. 1939년 제3시설에서 ZIS-5의 차체를 기반으로 한 132mm M-13 다연장 로켓 발사대와 지상 발사용 MU-1을 개발했다. 또한 1939년, 발사대를 16개로 늘려 화력을 보강한 MU-2가 개발되어 BM-13의 발사대로 채택되었다. 처음 BM-13의 제작을 맡은 곳은 보로네츠에 위치한 코민테른 공장이었다. 보로네츠 코민테른 공장에서 8대가 생산되었고 1941년 당시 BM-13의 주요 차체는 ZIS-5와 ZIS-6였다. 1941년 10월부터는 T-60 경전차와 STZ-5 트랙터의 차체로도 BM-13을 제작하기 시작했다.

### 무기대여법
스튜드베이커 US 6는 제2차 세계 대전 중 미국이 개발한 트럭으로, 2.5톤 6륜구동 트럭에 속한다. 스튜드베이커 US 6는 미국의 무기대여법에 따라 맞춤제작된 트럭으로, 스튜드베이커 US 6의 엔진은 M3 정찰차와 M8 그레이하운드가 사용했던 허큘리스 JXD 내부 6기통 가솔린 엔진을 사용했고, 다른 2.5톤 6륜구동 트럭과 달리 운전 차체에 삼각창이 달려 있었다.
미국의 무기대여법에 따라 소련에 1941년 10월 1일부터 1945년 5월 31일까지 총 427,824대의 트럭이 제공되기 시작했다. 하지만 소련이 스튜드베이커 US 6를 처음 지원받은 시기는 1941년 6월로, 소련군은 1942년 5월부터 1943년 6월까지 총 11차례에 걸쳐 스튜드베이커를 시험했다. 시험 결과 소련은 2.5톤에서 4톤으로 하적 능력을 올릴 것을 명령했다. 1941년 7월 영국-소련 합의에 따라 영국 역시 소련에 무기를 지원하기 시작했고, 이에 따라 323대의 영국 트럭이 소련에 제공되었다. 그러나 BM-13에 장착된 전체 차체 중 약 54.7%는 스튜드베이커 6였다.

## 개량형
BM-13N은 1943년부터 생산이 시작되었다. 소련은 이후 차체를 지속적으로 변경했고, 1948년 ZIS-150 차체를, 1949년경에는 ZIS-151 차체를, 1958년에는 ZIL-157, 1966년에는 ZIL-131을 사용했다.
- BM-13N: 스튜드베이커 US6 차체에 기반을 둔 기본 변형. 1948년부터는 ZIS-150 차체 사용
- BM-13NN: 첫 현대화 작업을 거친 차량으로 1949년 도입. ZIS-151 차체 사용
- BM-13NM: 1957년 도입된 두 번째 현대화 차량. ZIL-157 차체 사용.
- BM-13NMM: 1966년 도입된 세 번째 현대화 차량. ZIL-131 차체 사용